# Louis Wade Sullivan

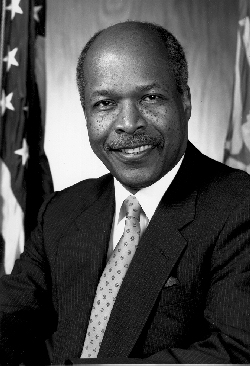
Louis Wade Sullivan

Louis Wade Sullivan (* 3. November 1933 in Atlanta, Georgia) ist ein ehemaliger US-amerikanischer Politiker. Er gehörte dem Kabinett von Präsident George Bush als Gesundheitsminister an.

## Leben
Kurz nach seiner Geburt zogen seine Eltern mit ihm ins Early County (Georgia), wo er in der Kleinstadt Blakely aufwuchs. Sein Vater Walter Wade Sullivan arbeitete als Bestatter, seine Mutter Lubirda Elizabeth Priester kümmerte sich als Hausfrau um die Erziehung von Louis sowie dessen Bruder Walter. Um deren Zukunftsaussichten zu verbessern, schickten ihre Eltern die Brüder zu Verwandten nach Atlanta, wo er das überwiegend von Afroamerikanern besuchte Morehouse College absolvierte. 1954 schloss er es mit summa cum laude ab und zog anschließend nach Boston (Massachusetts), wo er Medizin an der Boston University School of Medicine studierte. 1975 gründete er am Morehouse College die Morehouse School of Medicine, deren erster Dekan er von 1981 bis 1999 wurde.
1989 wurde Sullivan Gesundheitsminister der Vereinigten Staaten im Kabinett Bush. Er blieb es bis zum Ende von Bushs Amtszeit im Januar 1993. Als einer der wenigen republikanischen Politiker setzte er sich für eine umfassende Gesundheitsreform ein. Auch zählt er heute den wenigen Anhängern seiner Partei, die sich für eine gesetzlich verankerte Krankenkasse starkmachen.
Nachdem er aus seiner Funktion als Gesundheitsminister ausgeschieden war, saß Sullivan in zahlreichen Aufsichtsräten, darunter zwischen 1993 und 2000 im Aufsichtsrat von General Motors. Im September 1955 heiratete er die Anwältin Eve Williamson, mit der er bis heute verheiratet ist, und mit der er drei Kinder hat.
1994 wurde Sullivan in die American Academy of Arts and Sciences gewählt.